# Paiute i xoixoni de Fort McDermitt
La tribu Paiute i Xoixoni de Fort McDermitt és una tribu reconeguda federalment dels pobles paiute del nord i xoixons occidentals, situada a McDermitt (Nevada) i Oregon.
La tribu acull intermitentment el mes de juny un rodeo indi la diada de Sant Josep.

## Reserva
La reserva índia Fort McDermitt es troba a la frontera entre Nevada i Oregon, al comtat de Humboldt (Nevada) i al comtat de Malheur (Oregon), vora el riu Quinn. La reserva militar Fort McDermitt fou establida el 14 d'agost de 1865 a l'antic emplaçament Camp núm 33 del riu Quinn River i vora la parada de diligències de Quinn River Station, en una llar estacional tradicional dels paiute, xoixoni i bannock. Originàriament fou establida per a protegir la ruta de diligències de Virginia City a través de Winnemucca cap a Silver City, territori d'Idaho, que va rebre el seu nom pel tinent coronel Charles McDermit, comandant del Districte Militar de Nevada, qui va ser mort en una escaramussa a la zona en 1865. Quan el lloc d'avançada militar es va tancar en 1889 la Reserva Militar es va convertir en l'Agència Índia de Fort McDermitt. En 1936 es va convertir en reserva índia.
La reserva té 16.354 acres a Nevada i 19.000 acres a Oregon. Segons el cens de 2010 uns 313 amerindis vivien a la reserva, i uns 42 més viuen a la propera Mcdermitt.

## Govern
La tribu Fort McDermitt Tribe té la seu a McDermitt (Nevada). La tribu és governada per un consell tribal electe de vuit membres. L'actual cap del consell tribal és Maxine Smart.

## Idioma
La tribu parla la llengua paiute del Nord, també coneguda com a Paviotso, que forma part del grup occidental de les llengües numic. Fort McDermitt té la major concentració de parlants de paiute del nord, i el 20-30% dels infants de la reserva saben parlar la llengua.

## Notables residents i membres
- Sarah Winnemucca[4]